# Gheorghe Tătărescu

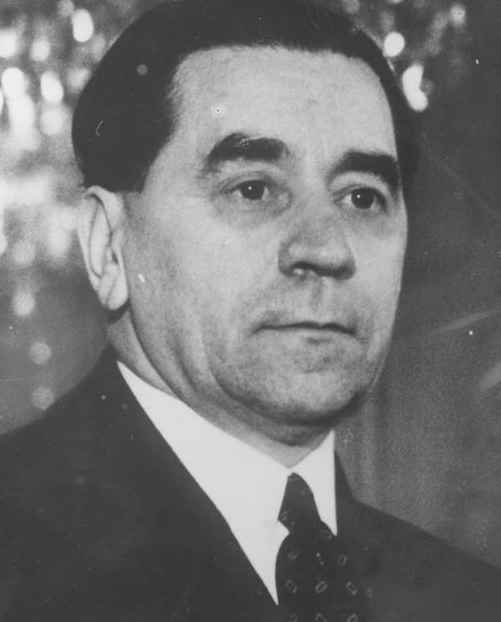
Gheorghe Tătărescu

Gheorghe Tătărescu (Târgu Jiu, 21 december 1886 - Boekarest, 28 maart 1957) was een Roemeens politicus.
Gheorghe Tătărescu studeerde rechten en was daarna werkzaam als advocaat. Hij was lid van de Nationaal-Liberale Partij (PNL) en was naaste medewerker van Ion I.C. Brătianu, de liberale partijleider en premier. In 1933 werd hij minister van Nijverheid in het kabinet van Ion Duca. Na de moord op de laatste door de IJzeren Garde (29 december 1933), werd hij, na een kort interim-kabinet onder Constantin Angelescu, door koning Carol II, benoemd tot premier (3 januari 1934).

## Premier
Direct na zijn aantreden drong Tătărescu aan op de berechting van de daders, maar Corneliu Zelea Codreanu, die gezien werd als het brein achter de moord, werd bij gebrek aan bewijs vrijgesproken. Gedurende zijn ambtstermijnen trachtte hij telkens de IJzeren Garde te dwarsbomen.
Tătărescu voerde een autoritair en rechts beleid en slaagde erin de economie weer op de rails te krijgen, die na de beurskrach van 1929 ernstig in het slop was geraakt. De corruptie nam echter toe en de ontevredenheid van de bevolking nam toe. Om in het zadel te blijven kondigde de regering een staat van beleg af en stelde een censuur in. Het kabinet regeerde vervolgens buiten het parlement om. Bij de verkiezingen van 20 december 1937 verloor de PNL haar meerderheid in het parlement en trad Tătărescu af.
In het kabinet-Cristea I (11 februari - 30 maart 1938) was hij minister van Buitenlandse Zaken, daarna was hij ambassadeur in Frankrijk. In 1939 werd Tătărescu een belangrijk politicus binnen de nieuw opgerichte eenheidspartij, het Front voor Nationale Renaissance (FRN). Op 24 november 1939 werd Tătărescu, de loyale dienaar van Carol II, door de koning tot premier benoemd. Van 24 november tot 1 december 1939 was hij tevens minister van Buitenlandse Zaken. Tijdens dit ambtstermijn werd Roemenië door de Sovjet-Unie onder druk gezet om Bessarabië en Noord-Boekovina af te staan. De Sovjet-Unie werd hierin gesteund door nazi-Duitsland. Duitsland was dit immers overeengekomen in het in augustus 1939 gesloten Molotov-Ribbentroppact. In juni 1940 gaf Roemenië Bessarabië en Noord-Boekovina aan de Sovjet-Unie. Dit leidde tot een storm van protest onder Roemeense nationalisten, zoals de IJzeren Garde.
Op 4 juli 1940 trad Tătărescu af.

## Vicepremier en minister van Buitenlandse Zaken
Tijdens de dictatuur van maarschalk Ion Antonescu (14 september 1940 - 23 augustus 1944) raakte hij in een politiek isoloment, ofschoon hij in 1940 Roemeens ambassadeur bij het Vichy-bewind was geworden. Hij richtte tijdens de Tweede Wereldoorlog de Nationaal-Liberale Partij - Tătărescu (PNL-T) op. Aan het einde van de oorlog sloot hij zich aan bij het door de communisten gedomineerde Nationaal Democratisch Front (FND). Het Front stelde zich in verbinding met koning Michael I, die op 23 augustus 1944 Antonescu afzette en generaal Constantin Sănătescu tot premier benoemde van een regering waarin ook vertegenwoordigers van het FND zitting hadden. Op 6 maart 1945 werd de procommunistische Petru Groza premier van een regering van het FND. Tătărescu werd vicepremier en minister van Buitenlandse Zaken.
Als minister van Buitenlandse Zaken vertegenwoordigde Tătărescu Roemenië bij de vredesbesprekingen te Parijs. Op 10 februari 1947 tekende hij het Vredesverdrag van Parijs waarna Roemenië de som van $300.000.000 aan herstelbetalingen moest voldoen aan de Sovjet-Unie. Nadat Tătărescu het vredesverdrag had getekend hadden de communisten hem verder niet meer nodig. Op 5 november 1947 werd hij als vicepremier en minister van Buitenlandse Zaken vervangen door de communiste Ana Pauker. Tătărescu's Nationaal-Liberale Partij - Dissident (opvolger van de PNL-T) werd uit het Nationaal Democratisch Front gezet. Bij de Roemeense parlementsverkiezingen van 28 maart 1948 werd hij echter wel in het parlement gekozen.

## Arrestatie, berechting en gevangenisstraf
Na 1947 stond Tătărescu onder huisarrest. In 1950 werd Tătărescu gearresteerd en veroordeeld tot een gevangenisstraf. In 1955 kwam hij vrij en leefde tot zijn overlijden op 28 maart 1957 teruggetrokken in Boekarest.

## Familie
Zijn broer was kolonel Ștefan Tătărescu, leider van een kleine pro-nazi-beweging, de Nationaalsocialistische Partij.

## Verwijzing
1. ↑  [Gedurende zijn premierschap (1934-1937) was hij ook enige keren minister van Defensie, Binnenlandse Zaken en Buitenlandse Zaken]